# Корида (фільм)
«Корида» — радянський художній фільм 1982 року, знятий режисером Олавом Неуландом на кіностудії «Талліннфільм».

## Сюжет
На маленькому хуторі, розташованому на острові, відпочивають письменник Освальд Расс та його дружина Рагне. Сюди приїжджає фотограф Тармо, колишній шанувальник Рагне. Фільм дубльований на кіностудії «Ленфільм».

## У ролях
- Рейн Арен — Освальд Расс
- Рита Рааве — Рагне Расс
- Сулев Луйк — Тармо
- Вайно Вахінг — голова колгоспу
- Олев Саар — човняр
- Ірина Вахт — заводчик
- Доріс Неуланд — дитина

## Знімальна група
- Режисер — Олав Неуланд
- Сценаристи — Теет Каллас, Олав Неуланд
- Оператор — Арво Іхо
- Композитор — Свен Грюнберг
- Художник — Хейккі Халла